# أرونديل (كيبك)
أرونديل (بالإنجليزية: Arundel, Quebec)‏ هي بلدية محلية في كيبيك تقع في كندا في Les Laurentides Regional County Municipality. يقدر عدد سكانها بـ 604 نسمة ومساحتها 66.90 كم2 .